# 釣川

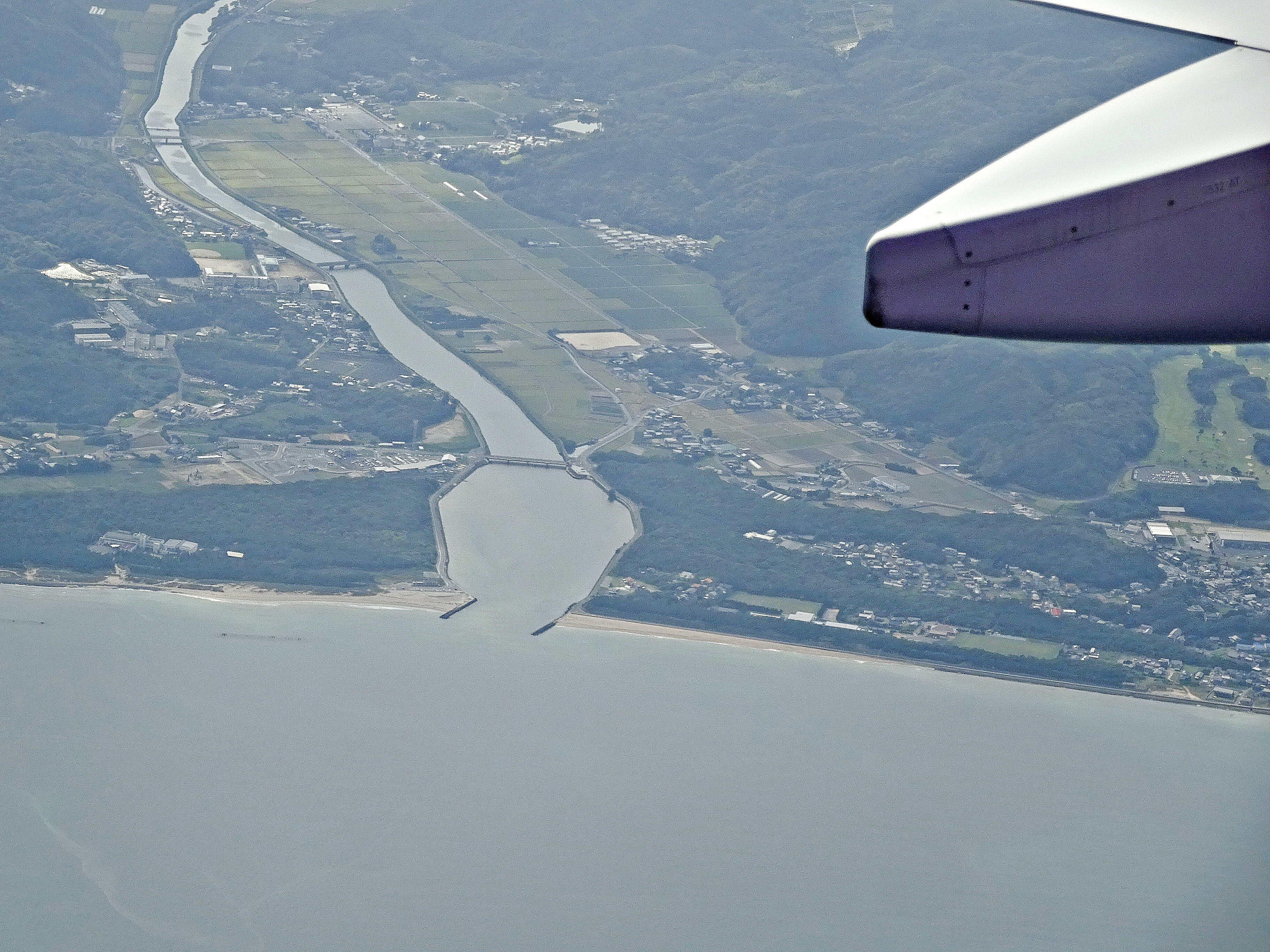
釣川の河口を空撮（宗像市）

釣川（つりかわ）は、福岡県宗像市を流れ玄界灘に注ぐ二級河川。藁人形から変化した河童伝説があり「釣川の長太郎河童」のタイトルで、まんが日本昔ばなしで放映された。

## 地理
釣川は、宗像市南東部にあたる宗像市吉留の倉久山（標高223.9m）を水源とし北西に流れ宗像市の中心部を流下し、宗像市神湊で玄界灘に注ぐ、流域面積101.5km2、幹線流路延長16.3km の二級河川である。周辺部には、宗像大社や田熊石畑遺跡をはじめ縄文時代・弥生時代の古墳や遺跡も多く、この川の堆積平野で古代文明が栄えていたことがわかる。また、福岡市博多区の板付遺跡も比較的近い事からも、当時の稲作先進地域であったと考えられる。多礼ダム・大井ダム・吉田ダムが建設され、上水道として利用されている。（2013年より北部福岡緊急連絡管から10,000m3/日の水道水供給を受け大井ダムは貯水を停止した。）。
中流部（河口から7km)の赤間駅周辺と河口部の高低差は8ｍほどであり、過去深い入江の吃水域であったため、中上流部の貝塚では海水産や吃水域に生息する魚介類が出土する。
釣川を遡った先が杖立温泉で、その湯を応神天皇の産湯に使ったとの伝承が杖立温泉に伝わっている。

## 流域の自治体
福岡県
宗像市

## 支流
釣川は10の支流を持つ。
- 高瀬川
- 朝町川
- 八並川
- 大井川
- 山田川
- 横山川
- 四十里川
- 樽見川
- 阿久住川
- 吉田川

## 利水施設
- 多礼ダム - 上水道水源
- 大井ダム - 上水道水源（2020年現在貯水停止中）
- 吉田ダム - 上水道水源